# Постолатьєв Володимир Володимирович
Володимир Володимирович Постолатьєв (нар. 25 серпня 1979) — український футболіст, нападник.

## Кар'єра гравця

### Початок кар'єри. «Зірка» (Кіровоград)
Вихованець Львівського училища фізичної культури. У дорослому футболі дебютував у клубі «Податкова академія» (Ірпінь), який виступав в аматорському чемпіонаті України. В команді відіграв 3 сезони. Влітку 2000 року підписав перший професіональний контракт — з «Зіркою». Дебютував у футболці кіровоградців 4 серпня 2000 року в переможному (2:0) домашньому поєдинку 3-о туру Першої ліги проти івано-франківського «Прикарпаття». Володимир вийшов на поле на 62-й хвилині, замінивши Саміра Гасанова. Дебютним голом за «Зірку» відзначився 18 серпня 2000 року на 71-й хвилині програного (2:4) доманього поєдинку 5-о туру Першої ліги проти дніпропетровського «Дніпра-2». Постолатьєв вийшов на поле на 65-й хвилині, замінивши Сергія Лактіонова. У сезоні 2002/03 років допоміг кіровоградцям вийти до Вищої ліги, в якій дебютував 12 липня 2003 року в переможному (1:0) домашньому поєдинку 1-о туру проти київського «Арсеналу». Володимир вийшов на поле на 82-й хвилині, замінивши Олексія Дерипапу. Дебютним голом у Вищій лізі відзначився 27 вересня 2003 року на 6-й хвилині нічийного (2:2) домашнього поєдинку 10-о туру проти маріупольського «Іллічівця». Постолатьєв вийшов на поле в стартовому складі, а на 56-й хвилині його замінив Ярослав Вишняк. Протягом чотирьох сезонів, проведених у кіровоградській команді був гравцем основної обойми. За цей час у Першій та Вищій лізі чемпіонату України провів 108 матчів та відзначився 16-а голами, ще 5 поєдинків провів у кубку України.

### «Зоря» й «Таврія»
Напередодні старту сезону 2004/05 років перейшов до «Зорі». Дебютував у футболці луганців 24 липня 2004 року в переможному (4:2) виїзному поєдинку 2-о туру Першої ліги проти вінницької «Ниви». Володимир вийшов на поле в стартовому складі, на 53-й хвилині відзначився дебютним голом, а на 79-й хвилині його замінив Ярослава Комара. У «Зорі» став основним гравцем, відіграв повний сезон. За цей час у Першій лізі зіграв 30 матчів (9 голів), ще 2 поєдинки провів у кубку України.
У 2005 році прийняв запрошення «Таврії». Дебютував за сімфеопольців 12 липня 2005 року в переможному (3:1) виїзному поєдинку 1-о туру Вищої ліги проти дніпропетровського «Дніпра». Постолатьєв вийшов на поле в стартовому складі, а на 74-й хвилині його замінив Сергій Сібіряков. Дебютним голом у складі «кримців» відзначився 13 серпня 2005 року на 62-й хвилині переможного (4:0) виїзного поєдинку 1/32 фіналу кубку України проти харківського «Газовика-ХГВ». Володимир вийшов на поле на 46-й хвилині, замінивши Юрія Селезньова. У першій частині сезону регулярно грав за першу команду сімферопольців: у Вищій лізі провів 9 матчів (ще в 7-и матчах відзначився 4-а голами в першості дублерів), а також зіграв 3 поєдинки (2 голи) в кубку України. У середині лютого керівництво «Таврії» виставило Володимира Постолатьєва на трансфер.

### «Оболонь» та «Закарпаття»
Навесні 2006 року був орендований «Оболоню». Дебютував за «пивоварів» 30 березня 2006 року в переможному (3:1) виїзному поєдинку 21-о туру Першої ліги проти київського «Динамо-2». Володимир вийшов на поле на 74-й хвилині, замінивши Олега Теплого, а на 86-й хвилині отримав жовту картку. У команді основним гравцем не був, зіграв у 6-и матчах Першої ліги, але жодного разу не виходив у стартовому складі.
У 2006 році був орендований до кінця сезону «Закарпаттям». Дебютував у складі ужгородців 21 липня 2006 року в переможному (2:1) домашньому поєдинку 1-о туру Першої ліги проти черкаського «Дніпра». Постолатьєв вийшов на поле в стартовому складі та відіграв увесь матч. Єдиним голом у складі закарпатців відзначився 9 вересня 2006 року на 13-й хвилині переможного (2:1) виїзного поєдинку 9-о туру Першої ліги проти дніпродзержинської «Сталі». Постолатьєв вийшов на поле в страртовому складі, а на 85-й хвилині його замінив Олексій Моргунов. У «Закарпаття» грав регулярно, у першій частині сезону провів 16 матчів, але результативністю не вражав (1 гол). Під час зимової перерви сезону 2006/07 кервництво ужгородців вирішило відмовитися від послуг гравця.

### «Спартак» та «Десна»
У 2007 році працевлаштувався в «Спартаку». Дебтував за івано-франківську команду 11 квітня 2007 року в програному (1:3) виїзному поєдинку 26-о туру Першої ліги проти чернігівської «Десни». Володимир вийшов на поле в стартовому складі та відіграв увесь матч. Дебютним голом за «спартаківців» відзначився 27 квітня 2007 року на 13-й хвилині переможного (4:2) домашнього поєдинку 29-о туру Першої ліги проти луцької «Волині». Постолатьєв вийшов на поле в стартовому складі, а на 90-й хвилині його замінив Андрій Олійник. У футболці «Спартака» провів 12 поєдинків, у яких відзначився 4-а голами.
Напередодні старту сезону 2007/08 років перейшов у «Десну». Дебютував за чернігівську команду 19 липня 2007 року в переможному (2:0) виїзному поєдинку 1-о туру Першої ліги проти буртинського «Енергетика». Володимир вийшов на поле в стартовому складі, на 35-й хвилині відначився дебютним голом, на 53-й хвилині отримав жовту картку, а на 87-й хвилині його замінив Олександр Яловець. У команді відіграв один сезон, за цей час у першій лізі відіграв 25 матчів та відзначився 10-а голами

### «Олександрія» та вояж до Узбекистану
Влітку 2008 року підсилив ПФК ПФК «Олександрію». Дебютував у футболці «професіоналів» 1 серпня 2008 року в переможному (2:1) домашньому поєдинку 3-о туру Першої ліги проти харківського «Геліоса». Володимир вийшов на поле на 62-й хвилині, замінивши Олега Мельника. Дебютним голом за олександрійців відзначився 6 серпня 2008 року на 12-й хвилині переможного (2:0) виїзного поєдинку 2-о попереднього раунду кубку України проти дніпродзержинської «Сталі». Постолатьєв вийшов на поле в стартовому складі, а на 79-й хвилині його замінив Денис Понопмар. Дебютним голом за «професіоналів» у Першій лізі відзначився 18 вересня 2008 року на 57-й хвилині (реалізував пенальті) переможного (1:0) домашнього поєдинку 9-о туру Першої ліги проти ужгородського «Закарпаття». Володимир вийшов на поле в стартовому складі, а на 90-й хвилині його замінив Радченко. У команді провів літньо осінню частину сезону 2008/09. За цей час у Першій лізі за «Олександрію» зіграв 14 матчів та відзначився 3-а голами, ще 4 матчі (2 голи) провів у кубку України.
Під час зимової перерви сезону 2008/09 рокуів залишив «професіоналів» та виїхав до Узбекистану. Виступав в узбецькій Суперлізі за «Кизилкум». У команді провів два сезони, за цей час у чемпіонаті відіграв 46 матчів та відзначився 12-а голами.

### «Арсенал» (Біла Церква) та заверення кар'єри
На початку лютого 2011 року повернувся в Україну та підписав контракт з «Арсеналом». Дебютував за білоцерківський колектив 4 квітня 2011 року в переможному (1:0) виїзному поєдинку 24-о туру Першої ліги проти бурштинського «Енергетика». Постолатьєв вийшов на поле в стартовому складі, а на 82-й хвилині його замінив Руслан Івашко. Дебютним голом за «канонірів» з Київщини відзначився 10 квітня 2011 року на 59-й хвилині переможного (3:1) домашнього поєдинку 25-о туру Першої ліги проти харківського «Геліоса». Постолатьєв вийов на поле в стартовому складі, а на 86-й хвилині його замінив Юрій Фурта. У другій частині сезону 2011/12 років страждав від травм, через які змушений був завершити кар'єру гравця. До моменту заверення кар'єри в «Арсеналі» в першій лізі відіграв 26 матчів (10 голів), ще 1 поєдинок провів у кубку України.

## Особисте життя
Брат, Максим, також футболіст, виступав на аматорському рівні.